# Martin von Böckel
Martin von Böckel (auch: Boeckel und Bökel; * 23. Juni 1610 in Güstrow; † 2. September 1688 in Lübeck) war ein deutscher Rechtsgelehrter und Politiker.

## Leben
Er stammte aus einer ursprünglich niederländischen Familie, die als Glaubensflüchtlinge nach Norddeutschland gekommen war. Sein Großvater Peter Boeckel war Hofmaler am mecklenburgischen Hof in Schwerin und hatte sich in Wismar niedergelassen. Martin von Böckel wurde als Sohn des fürstlich mecklenburgischen Geheimsekretärs Martin Böckel († 6. Mai 1641) und dessen Frau Anna, Tochter des Wismarer Senators Heinrich Eken, geboren. Böckel studierte anfänglich an der Universität Königsberg. Seine Studien setzte er an der Universität Rostock, an der Universität Greifswald und an der Universität Leipzig fort. Nach einer Bildungsreise durch Frankreich, Holland (hier im Juli 1633 an der Universität in Leiden als Martin Bukelius immatrikuliert) und England wurde er 1637 gräflich Oldenburgischer Rat. Er wurde 1639 in Greifswald zum Doktor der Rechte promoviert und wurde 1643 Syndikus des Stifts Ratzeburg.
In gleicher Eigenschaft als Syndikus übernahm er 1647 die Holsteinische Ritterschaft und 1648 das Syndikat von Lübeck, hier war sein Schwager Johann Marquard Bürgermeister. 1661 war er mit dem Lübecker Ratsherrn Diedrich von Brömbsen wegen der Navigationsakten in London. 1666 wurde er schwedischer Hofrat in Hamburg und erhielt 1668 die Erhebung in den Reichsadelstand. Ab 1670 war er Geheimrat und Kanzler für Bremen-Verden. 1674 wurde er Kanzler in Braunschweig-Wolfenbüttel, 1676 in Halle (Saale) und 1678 wieder in Wolfenbüttel. 1680 wurde er Premierminister der Herzogs von Holstein-Gottorf, fiel 1683 in Ungnade und hielt sich dann in Lübeck auf, wo er 1685 einen Schlaganfall erlitt und drei Jahre später verstarb.

## Familie
Aus seiner 1640 geschlossenen Ehe mit Judith Rosina (nicht „Christina“) († 3. August 1680 in Hamburg), die Tochter des Dompropstes und Syndicus der Hansestadt Lübeck Otto Tanck (1587–1637) und dessen Frau Johanna Juliana Steuernagel (1598–1669), sind neun Kinder hervorgegangen.
Von diesen sind bekannt:
- Johann Gotthard von Böckel (1645–1702), Rechtswissenschaftler und Ethnologe
- Gustav Christian von Bökel (1655–1707)
- Martin von Böckel wurde Rat in Holstein
- Christian Otto von Böckel wurde Rat in Lauenburg († 1676)
- Anna Margrethe v. Böckeln († 1719) heir. 1672 Hermann Wetken (Januar 1644–1720), Jurist, holsteinischer Hofrath u. Landrichter v. Stapelholm

## Werke
- De pactorum material. Greifswald 1639
- Protectionis Clientelaris Commentarius Academicus: In quo non solum juris hujus principia eruuntur, sed & de foederibus contrahendis, de religione defendenda, de vicinitate ... disseritur: Ante XVI. & quod excurrit annos in Gryphisvvaldensi .... Lübeck 1656 (Online)
- Epist. De officiis historici et historiarum critici. Lübeck 1659